# 抹茶アイスクリーム

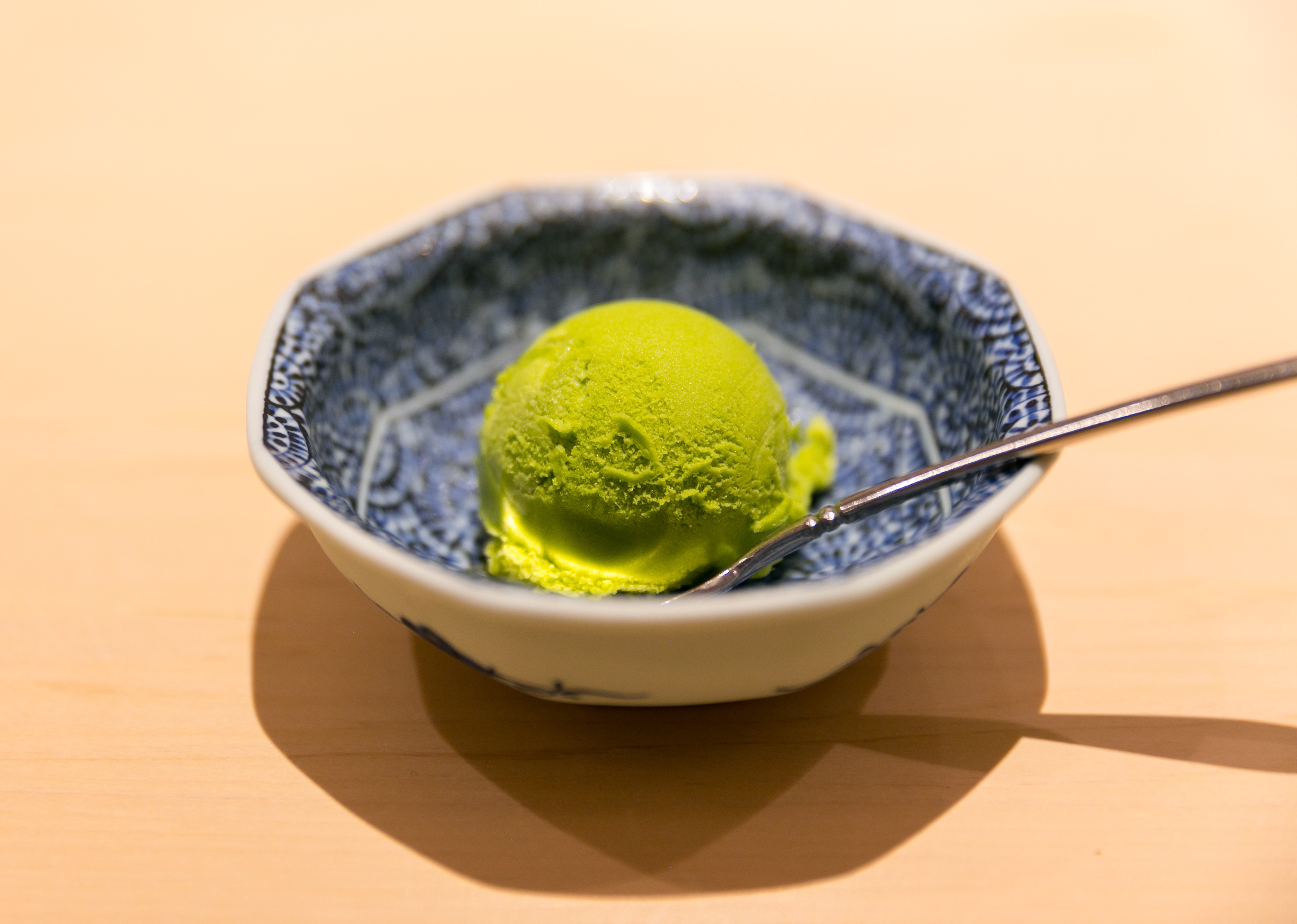
日本料理店で出される抹茶アイス

抹茶アイスクリーム（まっちゃアイスクリーム）は、抹茶風味（フレーバー）のアイスクリーム。日本において人気のあるアイスクリームの一つで、抹茶の鮮やかな緑色と独特の香味が特徴である。なおこの項では抹茶系の氷菓などについても触れる。

## 歴史

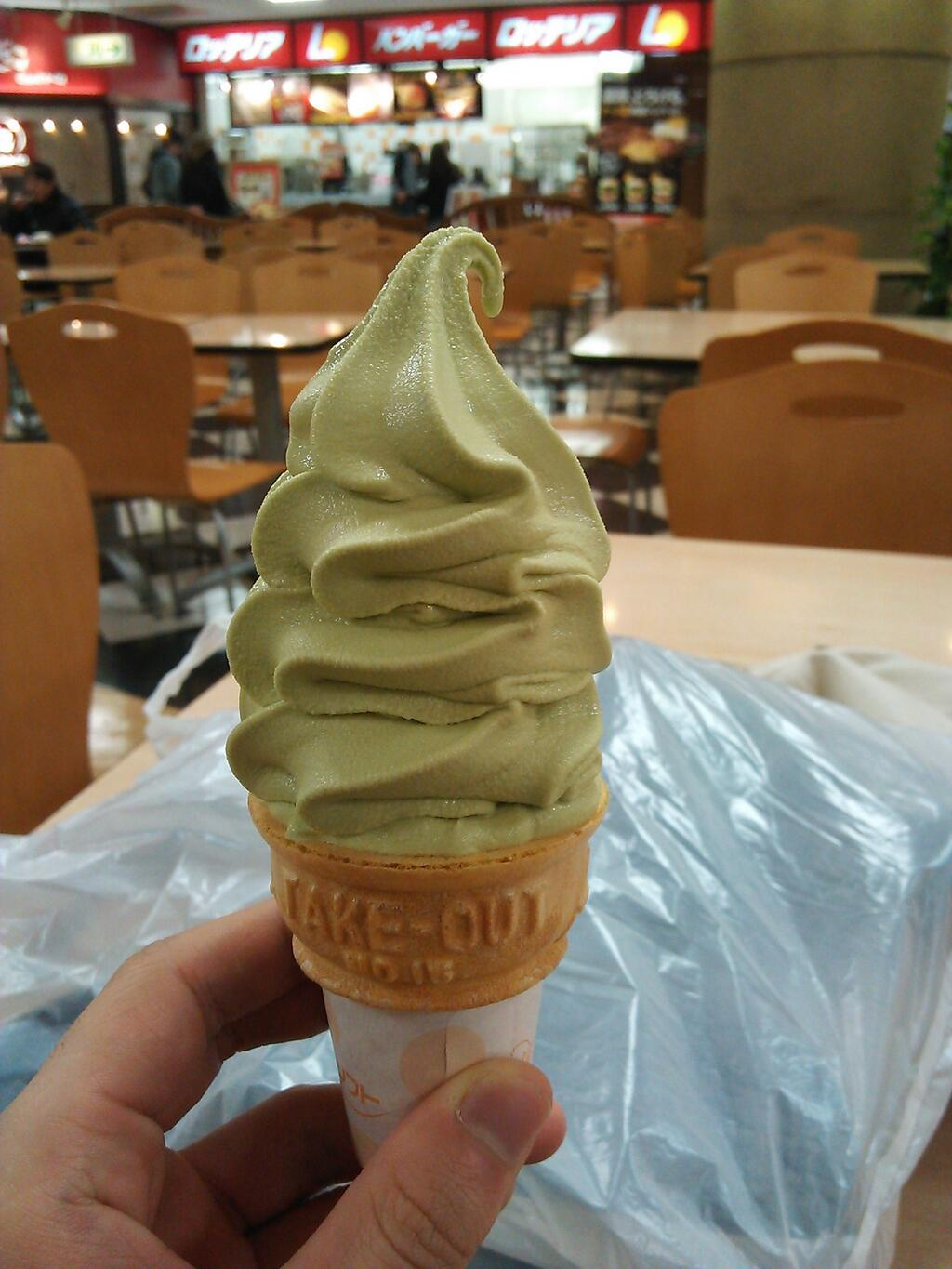
グリーンソフト

豊臣秀吉の時代に抹茶やきび砂糖をふりかけたかき氷があったという説がある。また江戸時代には、あんこを加えた「宇治金時」もあったという。
明治時代の宮中午餐会や晩餐会に「挽茶入氷菓子」として、抹茶アイスクリームが出されていた。挽茶（ひきちゃ）とは抹茶のことである。たとえば、明治31年（1898年）に来日したイタリア王族、ヴィットーリオ・エマヌエーレ・ディ・サヴォイア＝アオスタの宮中午餐会のメニューに挽茶入氷菓子が記載されている。また、明治40年（1907年）の料理本には、「碾茶アイスクリーム」の作り方が掲載されている。碾茶（てんちゃ）は抹茶を粉末にする前の茶のことである。
1958年に和歌山市の製茶メーカー、玉林園が、抹茶入りのソフトクリームの製法を発明し特許を取得した。1960年頃からグリーンソフトの名称で和歌山市内の自社の店舗で販売を開始した。
また、1970年大阪万博会場でグリーンソフトを販売して爆発的な売れ行きを示し、全国の大手製菓メーカーから製造申し入れが相次いだが、特許を独占し自社のみの製造販売にこだわったため、和歌山県外での販路を断たれ、県外に出られず長く地域の名産品の地位に甘んじざるを得なかった。特許権の独占期間が終了すると各大手メーカーが満を持して製造を開始し、一気に全国に広まることとなった。
1970年代の後半には東京のデパ地下でも抹茶ソフトクリームは売られ始めていた。
1990年のアイスクリーム輸入自由化以来、輸入高級アイスクリームは増加したが、大手メーカーが抹茶アイスクリームの全国的な販売展開をはじめたきっかけは、1995年4月米国カリフォルニア州のミルクを原料として米国で前田園USAが製造した抹茶アイスクリームを「カリフォルニアから純和風」とのキャッチフレーズで日本へ輸入したことによる。同商品が日本国内のコンビニエンスストアなどで発売され、その記事が新聞等で掲載され、各社とも抹茶アイスクリームが日本全国で受け入れられる時代に入ったと認識し、続々と商品化された。ハーゲンダッツも1996年に抹茶アイスクリームを発売、日本市場ならではの濃厚な抹茶アイスクリームも登場、いまではバニラ、チョコレートなどと並ぶごく一般的なアイスクリームとなった。
なお、日本アイスクリーム協会による2016年の調査では、好きなフレーバー第3位である。
日本で多くのアイスクリームメーカーが、抹茶アイスクリームを生産している他、ハーゲンダッツなど日本に進出した国外のアイスクリームメーカーも、日本向けに抹茶アイスクリームを生産している。なお、抹茶の成分であるカテキンが光によって変色するのを防ぐため、メーカー製品の容器の蓋は遮光性になっているものもある。商品によっては抹茶自体の色でなく、人工着色したものもある。

### 種類
抹茶ソフトクリームの他、モナカ、餅アイス、小豆餡をかけた抹茶かき氷、抹茶アイスキャンデー等がある。1970年代にはカップに入ったタイプの抹茶かき氷、その真中に餡やバニラアイスが入ったタイプなどは売られていた。

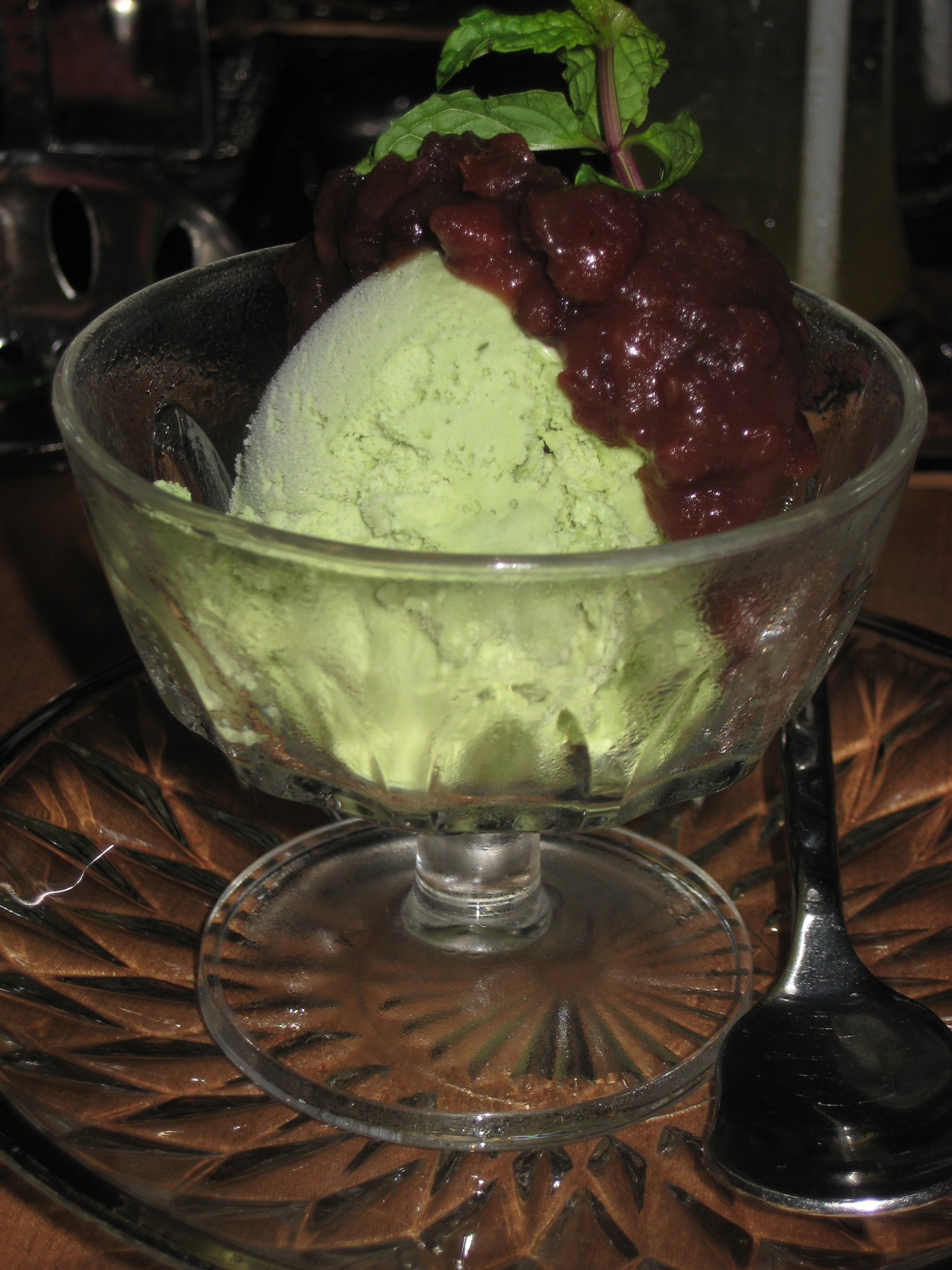
小豆と抹茶アイス
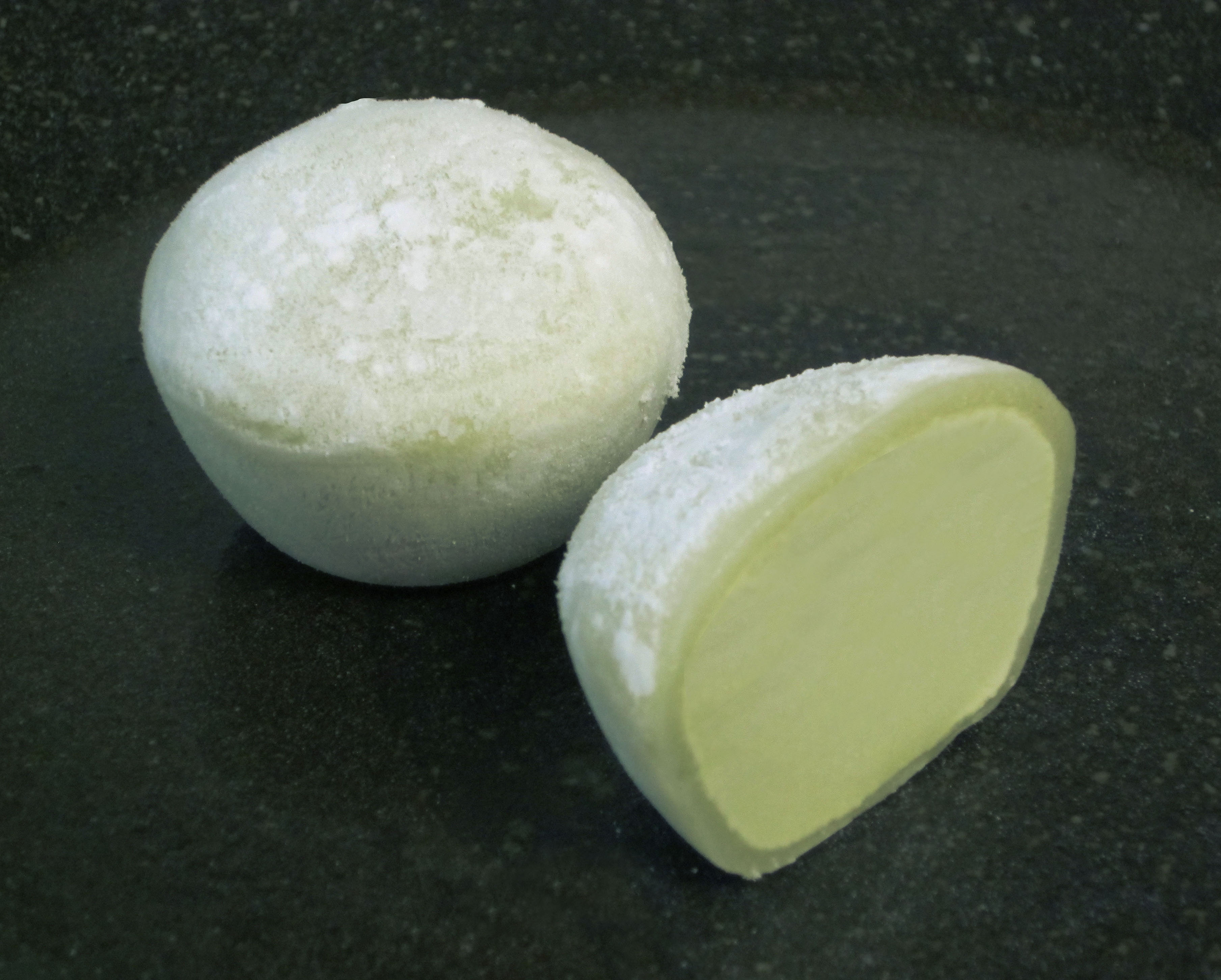
抹茶もちアイスクリーム
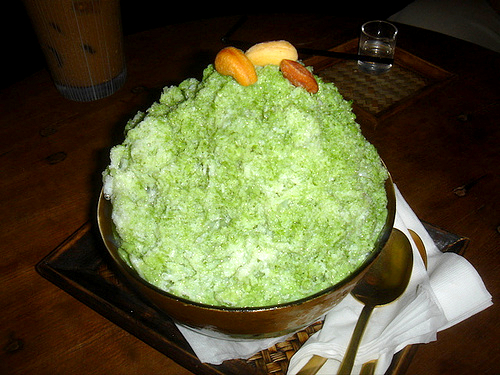
抹茶のカキ氷

## 海外
アイスクリームの大消費国、アメリカ合衆国でも1970年代後半から日本食レストランやアジア系の市場で見られるようになった。1980年、リチャード・チェンバレンと島田陽子の共演で全米の話題となったテレビ番組「Shogun（将軍）」により日本ブームに火がつき、特に1990年代中頃から急速に日本食ブーム、すしブームが全米に広がり日本レストランは急増、1990年頃から次第に「Green Tea」という言葉自体も少しずつ米国でも知られるようになり、日本食レストランらしいデザートとして「Green tea Ice Cream」がでるようになってきた。
しかし当時の抹茶アイスクリームと呼ばれるものには2タイプあり、ひとつはレストラン内でバニラアイスクリームを常温で溶かし、そこに抹茶を水で溶いて混ぜ込んで再凍結させたものと、バニラアイスクリーム等を納入する現地業者に「Green tea Ice Cream」を頼んでつくらせたローカルなものだった。前者は一旦溶かして再凍結したため、アイスクリーム特有のきめ細かい滑らかな食感はなく、ざらざらしたホームメイドスタイルのものであり、後者は、米系のアイスクリームメーカーには抹茶は入手できず、「Green Tea」の人工的なフレーバー液と人工着色をミルクに溶いてつくったものだった。その当時の「Green Tea」フレーバーは一般的には薬品のような匂いの人工的なものだったため、薬っぽい鼻に付く味と人工的な緑色を強い甘みでカバーした抹茶アイスクリームとはいいがたいようなものだった。
1984年に渡米し日本茶販売会社前田園USAを創業した前田拓は、全米の日本レストランを行商し、品質の高い美味しい日本茶をいかに米国に根付かせ、米国人に「Green Tea」を知らしめるかに腐心していたが、行商で訪問する日本レストランでは必ずその店の食事を試し、食後のデザートとして時々見つけた当時の「Green tea Ice Cream」を奇妙に感じて食べていた。「色は緑だが、なぜこれをGreen tea Ice Creamというのか。Green teaの名前が使われることは広めるためには有難いが、この味ではマイナスになる、本当の抹茶を使って本物を作って出せばいいのに。」そこでついに1993年、自社の抹茶を贅沢に使い、独自のレシピで前田園抹茶アイスクリームのOEM製造販売を開始した。
商品開発に際しては、当時全米で多店舗化し、多くの来店客で賑わっていた日系レストランの「ベニハナ」が前田園の日本茶の顧客であったため協力を依頼し、米国人がデザートとして美味しく食べてくれて、しかも日本の本物の味を活かした“East meets West”の抹茶アイスクリームを現場のシェフやマネージャーたちの厳しい味覚テストを重ねて完成させた。前田園は1996年には海外で初めての日本茶メーカーによる抹茶アイスクリーム自社製造工場を建設。日本同様に、高品質の抹茶アイスクリームを全米規模で販売したのは同社がはじめて、以来「Green tea Ice Cream」はアメリカ人にとってもポピュラーなフレーバーとして定着しつつあるようである。
2009年11月14日、初訪日したバラク・オバマ大統領が東京のサントリーホールにて、アジア外交政策演説を行った際、冒頭部分で「日本を再訪するのは素晴らしいことです。ご存知の方もあるかと思いますが、少年時代に母に連れられて鎌倉を訪れました。そこでは何世紀にもわたって平和と安寧の象徴になってきた青銅製の大仏像を見上げたものです。子供だった私は、抹茶アイスクリームの方にもっと関心がありました。そして、私は昨夜の晩餐会の際に子供の頃の思い出を分かち合うべくアイスクリームを出してくださった鳩山首相にお礼を申し上げます」と抹茶アイスに纏わるエピソードを披露した。この演説の影響で、神奈川県鎌倉市では抹茶アイスの売上が例年より増加したとの報道もあった。
前田園は米国製造の同社抹茶アイスクリームを米国本土以外にもハワイ、グアム、カナダ、メキシコ、中南米、シンガポール、そして米軍の海外基地などへも輸出し、2011年にはオーストラリアで現地からの要望により抹茶アイスクリームの現地製造販売を開始した。1997年上海での展示会において米国から抹茶アイスクリームを輸出、試食即売をして好評を博したのも前田園によるもの。
2014年4月24日、再度訪日したバラク・オバマ大統領を招いた宮中晩餐会において、富士山型の抹茶アイスクリームが供された。この際もオバマ大統領はこの心遣いに対して感謝を述べた。
また、ミシュランガイドの総責任者も、鎌倉訪問時に抹茶アイスを食したとコメントしている。